# Коноваловка (Восточно-Казахстанская область)
Коноваловка (каз. Коноваловка) — село в Восточно-Казахстанской области Казахстана. Входит в состав городской администрации Риддера. До 2013 года входило в состав упразднённого Пригородного сельского округа. Код КАТО — 632433500.

## Население
В 1999 году население села составляло 231 человек (116 мужчин и 115 женщин). По данным переписи 2009 года, в селе проживал 251 человек (118 мужчин и 133 женщины).